# Enrichetta Caracciolo
Enrichetta Caracciolo di Forino (Napoli, 17 febbraio 1821 – Napoli, 17 marzo 1901) è stata una patriota e scrittrice italiana.
Nobildonna colta, progressista e dalla spiccata personalità, Enrichetta è oggi considerata tra le più note protagoniste femminili del Risorgimento italiano nonché figura di riferimento per il movimento femminista.
Costretta come molte ragazze di "buona famiglia" del suo tempo alla monacazione contro la propria volontà, lottò a lungo con sofferenza e caparbietà per liberarsi dai voti, si fece ben presto fama di pericolosa rivoluzionaria e divenne un'attiva garibaldina. La maggior parte delle notizie che si posseggono sulla sua vita provengono dall'opera autobiografica Misteri del chiostro napoletano, apparsa per la prima volta a Firenze nel 1864 e più conosciuta in tempi recenti con il titolo: "Diario di una monaca napoletana".
Le sue memorie, impietoso diario privato di una sofferta esperienza di vita dalla forte impronta anticlericale, divennero presto una fortunatissima opera letteraria tradotta in molte lingue e apprezzata da numerosi intellettuali europei. La pubblicazione del libro portò con sé anche la scomunica da parte della Chiesa cattolica. La sua figura e la sua opera hanno ispirato nel tempo autori di opere letterarie, teatrali e cinematografiche.

## Biografia

### Infanzia
Enrichetta nacque a Napoli nel 1821 da don Fabio Caracciolo di Forino, maresciallo dell'esercito napoletano e secondogenito di Gennaro principe di Forino, e da Teresa Cutelli, gentildonna palermitana. Era la quinta di sette sorelle e trascorse la prima infanzia, fino al 1825, a Bari, dove il padre era stato inviato come comandante della provincia. Visse poi per tre anni a Napoli e trascorse l'adolescenza a Reggio Calabria, dove il padre ricoprì la carica di comandante della provincia fino al 1839.

### Il monastero
Dopo la morte del padre, la tutela di Enrichetta, ancora minorenne, fu affidata alla madre Teresa che, dopo aver deciso di risposarsi, senza nemmeno informarla, decise di introdurla nel monastero benedettino di San Gregorio Armeno di Napoli, nel quale si trovavano già due zie paterne della ragazza. Iniziò il noviziato nel 1841 e nel 1842 pronunciò i voti solenni, mentre la madre si risposò a Reggio dove si era trasferita.
Enrichetta era molto colta e amava gli studi. Comprava senza nascondersi i giornali dell'opposizione e così si procurò la fama di rivoluzionaria. Inoltre era contraria alla condizione di monaca di clausura e, proprio per questo motivo, nel 1846 presentò al pontefice Pio IX delle richieste per ottenere lo scioglimento dai voti o almeno un'interruzione temporanea per motivi di salute. In seguito però Enrichetta fu vittima di una persecuzione da parte dell'arcivescovo di Napoli Sisto Riario Sforza che, perfino contro il parere del Papa, le negò il suo nulla osta.
Nel 1848 riuscì ad ottenere l'autorizzazione per trasferirsi nel Conservatorio di Costantinopoli, sempre a Napoli, e così Riario Sforza, non accettando questa concessione, le impose di lasciare in monastero le argenterie e le pietre preziose ereditate dalle zie monache.
Nel Conservatorio di Costantinopoli ebbe una vita difficile a causa di alcuni impedimenti tra cui la facoltà di scrivere lettere e di tenere un diario. Enrichetta, però, continuò lo stesso ad inviare lettere di nascosto, ma alcuni suoi scritti vennero sequestrati e inviati da Riario Sforza a Pio IX affinché non cedesse alle suppliche di Teresa Cutelli, che si era separata dal marito e riconciliata con la figlia, per la libertà di Enrichetta. Solo nel 1849, grazie ai disturbi nervosi di cui soffriva, ottenne finalmente il permesso di rompere la clausura per poter ricevere delle cure, accompagnata dalla madre.

### Uscita dal monastero
Nel 1850 Riario Sforza, tuttavia, continuò a perseguitarla, valendosi della sua influenza presso Ferdinando II. Infatti le negò una nuova licenza e la privò dell'assegno costituito dai frutti della sua dote di monaca, costringendola a vivere della carità dei parenti.
Con la complicità della madre, nel giugno 1851, Enrichetta lasciò il Conservatorio di Costantinopoli e si recò a Capua, a casa di una sua sorella, sotto la protezione dell'arcivescovo del luogo, il cardinale Francesco Serra-Cassano, il quale morì pochi giorni dopo. Nello stesso anno venne arrestata e condotta nel Ritiro Mondragone, dove rifiutò il cibo e tentò il suicidio, colpendosi al petto con un pugnale. Riuscendo solo a ferirsi, sopravvisse, e superò un intero anno di isolamento, nel quale le fu impedito di ricevere i parenti e di lasciare il ritiro, persino per visitare la madre morente.
Dopo la scomparsa della madre, Enrichetta ottenne dalla Sacra Congregazione dei Vescovi, che non condivideva il comportamento persecutorio di Riario Sforza, il permesso di recarsi a Castellammare per la cura dei bagni. Per sfuggire alla sorveglianza della Curia e della polizia borbonica cambiò in sei anni diciotto abitazioni e trentadue donne di servizio e adottò una serie di minuziosi accorgimenti per eludere la polizia.

### L'incontro con Garibaldi
Quando Garibaldi sbarcò in Sicilia coi Mille, il 7 settembre 1860, Enrichetta tornò clandestinamente a Napoli, e riuscì a stringere la mano all'eroe dei due mondi, mentre assisteva in Duomo alla messa di ringraziamento per la fuga di Francesco II. Pochi mesi dopo avere abbandonato i voti sposò col rito evangelico il patriota napoletano di origine tedesca Giovanni Greuther.

### Le opere
Nel 1864, con l'interessata mediazione di Spiridione Zambelli, l'editore Barbera pubblicò a Firenze le sue memorie autobiografiche con il titolo Misteri del chiostro napoletano. Il libro venne accolto con grande interesse in Italia - in quello stesso anno ebbe nove edizioni -, ma anche all'estero. In quello stesso anno fu tradotta in inglese, presso Richard Bentley, ed ebbe tre edizioni; nel 1867 fu edito negli Stati Uniti, ad Hartford, in una traduzione di James Starr Redfiel. Fu tradotto in francese, tedesco, olandese, danese e ungherese (1865), in russo (1867), polacco (1869) e greco (1870).
Enrichetta, nella scrittura delle sue memorie, è stata influenzata da molteplici modelli letterari, a volte contrastanti. Il suo libro venne molto apprezzato da critici e autori dell'epoca, tra cui Alessandro Manzoni (il quale trovò infatti nella storia di Enrichetta molte somiglianze con il personaggio di Gertrude), Luigi Settembrini e il principe di Galles. Anche Garibaldi in seguito le scrisse per ringraziarla di alcuni sonetti. Benché il successo riscosso dal libro le avesse conferito una grande notorietà, Enrichetta fu vittima di una scomunica delle autorità ecclesiastiche, che interpretarono l'esposizione delle ipocrisie che si incontravano all'interno dei conventi come un attacco alla Chiesa cattolica.
Nel 1866 pubblicò Un delitto impunito: fatto storico del 1838 che raccontava dell'assassinio di un'educanda commesso da un sacerdote respinto e, inoltre, sempre nello stesso anno, in occasione della terza guerra d'indipendenza, pubblicò a Napoli Proclama alle Donne Italiane in cui spronava le donne a sostenere la causa nazionale. Insieme alla sorella Giulia Cigala Caracciolo, prese parte nel 1867 al Comitato femminile napoletano di sostegno al disegno di legge di Salvatore Morelli per i diritti femminili; nel 1874 uscì I miracoli, una sua raccolta di poesie contro le superstizioni, e infine nel 1883 fu pubblicato Un episodio dei misteri del Chiostro Napolitano, dramma in cinque atti tratto dalle sue memorie.
Fu corrispondente di molte riviste (tra queste La rivista partenopea di Napoli, La Tribuna di Salerno e Il Nomade di Palermo) e, in vita, non ricevette alcun riconoscimento ufficiale dal governo italiano, nonostante la sua notorietà e la sua lunga attività. Garibaldi non fece in tempo a firmare il decreto con cui aveva intenzione di nominarla ispettrice agli educandati di Napoli perché era partito per l'assedio di Capua. Francesco de Sanctis, ministro dell'istruzione, dopo averle promesso un incarico non si ricordò di lei. A settant'anni, quando Francesco Sciarelli ne scrisse la biografia, Enrichetta, morto il marito, viveva sola e del tutto dimenticata dai suoi concittadini. Morì a Napoli il 17 marzo 1901.
Fu tra le fautrici della massoneria femminile a Napoli.

## Opere
- Misteri del chiostro napoletano (1864)
- Un delitto impunito: fatto storico del 1838 (1866)
- Proclama alle Donne d'Italia (1866)
- I miracoli (1874)
- La forza dell'onore, dramma
- Un episodio dei misteri del Chiostro Napolitano: dramma in 5 atti di Enrichetta Caracciolo Forino ex monaca benedettina, Roma (1883)